# Nissan URGE
O URGE é um carro conceito que estreou em 2006 no North American International Auto Show. Apesar de não destinados à produção, o conceito é destinado a representar um carro esporte que é mais barato do que o 350Z ou Nissan GT-R.